# Afkvistningsspade
En afkvistningsspade bruges af forstfolk og findes i forskellige udførelser, der har det til fælles at de består af et skær der kan have forskellig form, halvrundt, lige eller forkrøppet, sat på et langt skaft. Lette afkvistningsspader på et træskaft, tunge er forsynet med jernskaft. De anvendes til afkvistning af nåletræer og undertiden løvtræer. Det er grenens tykkelse der er afgørende for om der skal anvendes spade, økse eller (evt.) motorsav. Kun kviste op til en vis tykkelse kan fjernes med spaden.